# حفلة مبيت
«حفلة مبيت» أو «سلمبر بارتي» (بالإنجليزية: Slumber Party) هي أغنية للمغنية الأمريكية بريتني سبيرز، ن ألبومها التاسع «قلوري». الأغنية صدرت كالمنفردة الثانية من الألبوم بتاريخ 16 نوفمبر 2016 وفي شاركت المغنية الأمريكية تيناشي في غناء نسخة الريمكس من الأغنية. تم إرسال الأغنية لمحطات الراديو الأمريكية بتاريخ 22 نوفمبر 2016.
«سلمبر بارتي» هي أغنية ريجي-بوب (مزيج بين البوب والآر أند بي) وكلماتها تتحدث عن الفاحشة وصنع الأشرطة الجنسية، بينما سبيرز تستخدم التورية وتجهز لقضاء ليلة مع حبيبها، وطقوس حفلة المبيت من قضاء الليل خارج المنزل مع الأصدقاء ولعبة المراهقين «سفن منتس إن هيفن».
في الفيديو المصور للأغنية والتي تم البدأ بتصويره بتاريخ 25 أكتوبر 2016, تظهر سبيرز وتيناشي في حفلة مبيت بهيئة حفلة تنكرية في قصر، ويظهران في غرف مليئة بالفقاعات، الدخان وأضواء ساطعة وتم طرح الفيديو بتاريخ 18 نوفمبر 2016. تجارياً ظهرت الأغنية في قوائم عالمية في دول مثل كندا، إسبانيا، إسكتلندا والولايات المتحدة. أخذت المركز الـ #86 بقائمة البيلبورد لأفضل 100 أغنية، وتصدرت قائمة أفضل أغاني الرقص بعد عدة أسابيع وهي الأغنية الثانية من ألبوم «قلوري» الذي تفعل هذا لتتبع الأغنية التي سبقتها «ميك مي». أضافت سبيرز الأغنية لبرنامجها الغنائي في جولتها المحلية «بريتني: بيس اوف مي».